# Histoires interdites
Pour plus de détails, voir Fiche technique et Distribution.
Histoires interdites (titre original : Tre storie proibite) est un film italien réalisé par Augusto Genina, sorti 1952 en Italie et en 1953 en France.

## Synopsis
Rome, 11 heures. Deux cents jeunes femmes postulent à un emploi de secrétaire dans un vieil immeuble. Mais du fait de l'effondrement d'un escalier, une partie d'entre elles est entrainée dans la mort tandis que les autres sont gravement blessées. Histoires interdites nous raconte la vie de trois de ces femmes.
Renata, la première, a subi un viol par un ami de ses parents lorsqu'elle avait 12 ans. Elle ne parvient plus à avoir des relations humaines normales et fuit donc l'homme qu'elle aime. Anna Maria, la seconde, est soumise à son époux, qui refuse de la laisser sortir seule et la maintient emprisonnée à la maison conjugale. Enfin Giulia, la dernière, est dépendante à la drogue et tente de mettre fin à son addiction.

## Fiche technique
- Titre : Histoires interdites
- Titre original : Tre storie proibite
- Réalisation : Augusto Genina
- Scénario : Vitaliano Brancati
- Décors : Franco Fontana
- Musique : Antonio Veretti
- Production : Renato Bassoli et Vitorio Bassoli
- Pays d'origine :  Italie
- Langue : italien
- Format : noir et blanc
- Genre : comédie dramatique
- Durée : 113 minutes
- Dates de sortie :
  - 29 octobre 1952 en Italie
  - 11 février 1953 en France
  - 18 septembre 1953 en Allemagne
  - 15 novembre 1953 aux USA
  - 7 février 1955 en Suède
  - 15 février 1955 au Danemark

## Distribution
- Lia Amanda : Renata
- Antonella Lualdi : Anna Maria
- Eleonora Rossi Drago : Gianna Aragona
- Isa Pola : Signora Paola, mère de Renata
- Bruno Vecchi : père de Renata
- Gabriele Ferzetti : comm. Borsani
- Giulio Stival : Borsani
- Roberto Risso : Bernardo
- Barbara Berg (nom de scène de Barbara Brecht-Schall) : Marisa
- Luciana Vedovelli : Giulia
- Isa Querio : Maddalena, mère d'Anna Maria
- Mariolina Bovo : Mimma
- Enrico Luzi (en) : Tommaso
- Alberto Plebani : Riganti
- Charles Fawcett : Mottaroni
- Nino Cavalieri : Miozzi
- Bruno Baschiera : Michelotti
- Marcella Rovena : mère de Gianna
- Frank Latimore : Walter
- Lyla Rocco
- Giovanna Cigoli : Giacinta
- Richard McNamara : Donato
- V. Bolognese : le médecin